# Hyllus bisulcus
Espèce
Hyllus bisulcus est une espèce d'araignées aranéomorphes de la famille des Salticidae.

## Distribution
Cette espèce se rencontre au Mozambique et en Tanzanie,.

## Description
La carapace du mâle holotype mesure 6,3 mm de long sur 5,1 mm et l'abdomen 6,1 mm de long sur 3,4 mm.

## Systématique et taxinomie
Cette espèce a été décrite par Haddad, Wiśniewski et Wesołowska en 2024.

## Publication originale
- Haddad, Wiśniewski & Wesołowska, 2024 : « The jumping spiders of Mozambique (Araneae: Salticidae). » Zootaxa, no 5560(1), p. 1-92.